# Michał Semenowicz
Michał Semenowicz (ur. ok. 1430 - zm. ok. 1490) – z rodu Giedyminowiczów, udzielny kniaź horodeński, bielski i kobryński, prawdopodobny syn kobryńskiego kniazia Semena Romanowicza, domniemany drugi mąż księżnej Wassy.
Przypisuje się mu ufundowanie cerkwi św. Michała Archanioła w Bielsku Podlaskim, której miał dokonać w II poł. XV w. oraz - wraz z małżonką Wassą - cerkwi Narodzenia Bogurodzicy w Bielsku Podlaskim.